# 퇴폐이발소
퇴폐이발소(頹廢理髮所)는 이발소로 위장한 성매매 업소이다.
관행적으로 표시등이 1개면 정상 이발소, 2개면 퇴폐 영업을 한다고 알려져 있으나 정확한 조사결과는 없다. 정상적인 이발소하고의 차이점은 다음과 같다.
1. 일반적으로 조명이 어둡거나 빨간 조명을 사용하고 미성년자 손님이 없다(미성년자가 들어오려고 하면 막으려 든다).
2. 커튼이 쳐진 경우가 많으며, 칸막이가 설치되어 있다.
3. 여자 종업원이 많은데다 노출이 심한 짧은 옷이나 속옷을 입으며, 수영복 차림이나 나체인 경우도 많다(젊은 여성보단 최소 40대 이상의 나이가 있는 여성들이다).
4. 요금이 비싸다(대략 10~15만원 내외이고 카드 결제를 받는 일반 이발소하고는 달리 현금결제를 적극적으로 유도한다).
5. 이발 서비스는 부가적이고 머리를 잘 못 깎는 경우가 빈번하다(이발사가 아예 없거나, 있더라도 정식 이발사가 아닌 경우도 흔하다).
6. 남자업주로는 현직 이발사가 아닌 사람이 대부분이다.
7. 손님의 옷을 강제로 벗기고 경락, 마사지, 안마 시술 따위를 병행한다.
8. 24시간 영업 또는 한밤중이나 새벽에도 영업하는 경우가 많다(일반 이발소는 대체로 늦어도 오후 8~9시 이전에 문을 닫는다).
9. 주로 건물의 지하나 2층 이상에 위치해 있고 단속에 대비해 업소 내, 외부에 탈출구가 설치되어 있다(2층 이상에 있는 곳일 경우엔 창문에 스티커나 암막 커튼을 설치하여 외부에서 안 보이게끔 한다).
10. 명칭은 주로 '이용원'을 선호하며, 업소의 전화번호가 아예 없거나 허위로 기재하는 경우가 많다.

구강성교, 성행위, 자위행위가 이루어지기도 한다. 현재는 대딸방이 등장하여 과거보다 숫자가 줄어 찾아보기 힘들다.

남성 휴게실(휴게텔) 혹은 스포츠 마사지, 아로마, 피부관리실, 스트레칭, 체형관리, 쑥찜 등으로 위장하기도 한다.

주로 서울특별시 동대문구 장안동에 밀집되어 있었으나 경찰 단속에 적발되어 폐업하고 말았다.

현재는 도시의 변두리 지역, 지방 도시에 분포되어 있다.

## 참고 문헌
1. ↑  퇴폐이발소 '燈'만 보면 안다?